# Nit dels Fatxos

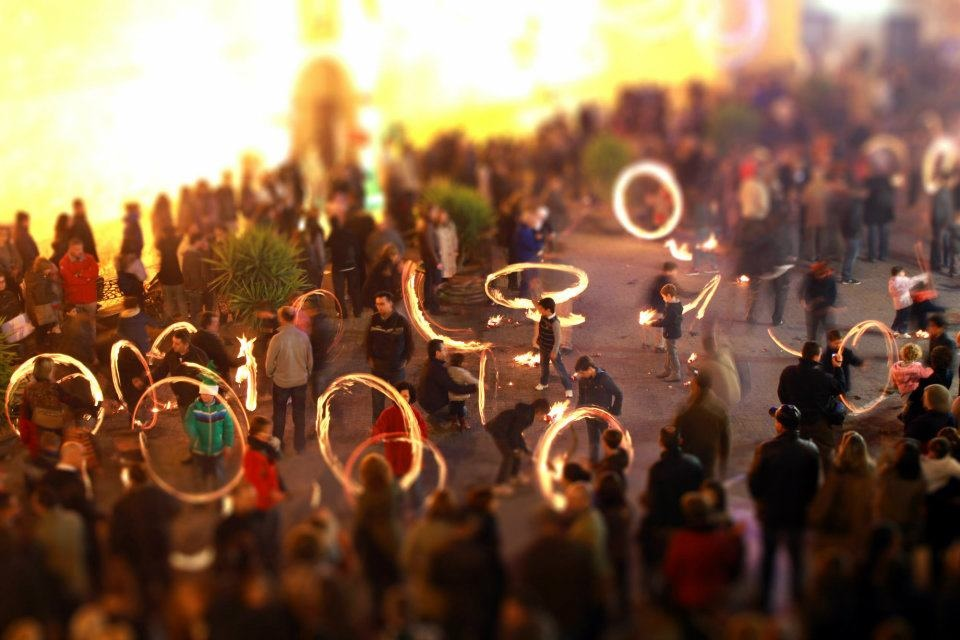
Menuts rodant fatxos

La Nit dels Fatxos es un festejo popular que se celebra en la localidad alicantina de Onil y que se encuentra relacionado con la cultura del fuego. La fiesta se desarrolla en colaboración estrecha con el ayuntamiento y por su tradicional relevancia se le incoó expediente para declararlo bien inmaterial de relevancia local, en la resolución de 20 de abril de 2021 de la Dirección General de Cultura y Patrimonio de la Generalidad Valenciana.

## Origen y evolución
Dentro de las fiestas y tradiciones propias de la localidad alicantina de Onil, la Nit dels Fatxos es, junto con los Moros y Cristianos en honor a su patrona la Virgen de la Salud, una de las festividades más relevantes de la localidad. Si bien este acontecimiento se celebra anualmente en la noche del 24 de diciembre para conmemorar la Natividad del Señor, sus orígenes,  tienen una clara procedencia prerromana y forman parte de la tradición y la historia de esta población de la comarca de l’Alcoià.

## Historia
Aunque esta fiesta colivenca carece de promoción a nivel nacional, a nivel local es bien conocida  y dada su vistosidad, se ha ido propagando a diferentes localidades de la región, que la han hecho propia aunque con ligeras variaciones, recibiendo diferentes denominaciones como la Rodà de les Aixames en Jijona.  En numerosos pueblos de las comarcas circundantes como la Marina Alta, Marina Baja, el Comtat, Vall d’Albaida, o el Bajo Vinalopó, entre otros podemos encontrar fiestas populares de características muy similares. Esta tradición está muy arraigada en otras muchas localidades como Relleu, Tibi, Elche, Elda, Petrer, Beniarrés, Gayanes, Benimasot, Facheca o Agullent.
Se trata de una celebración ígnea pagana que ha evolucionado a lo largo de la historia hasta llegar a alcanzar notoriedad como fiesta religiosa cristiana.

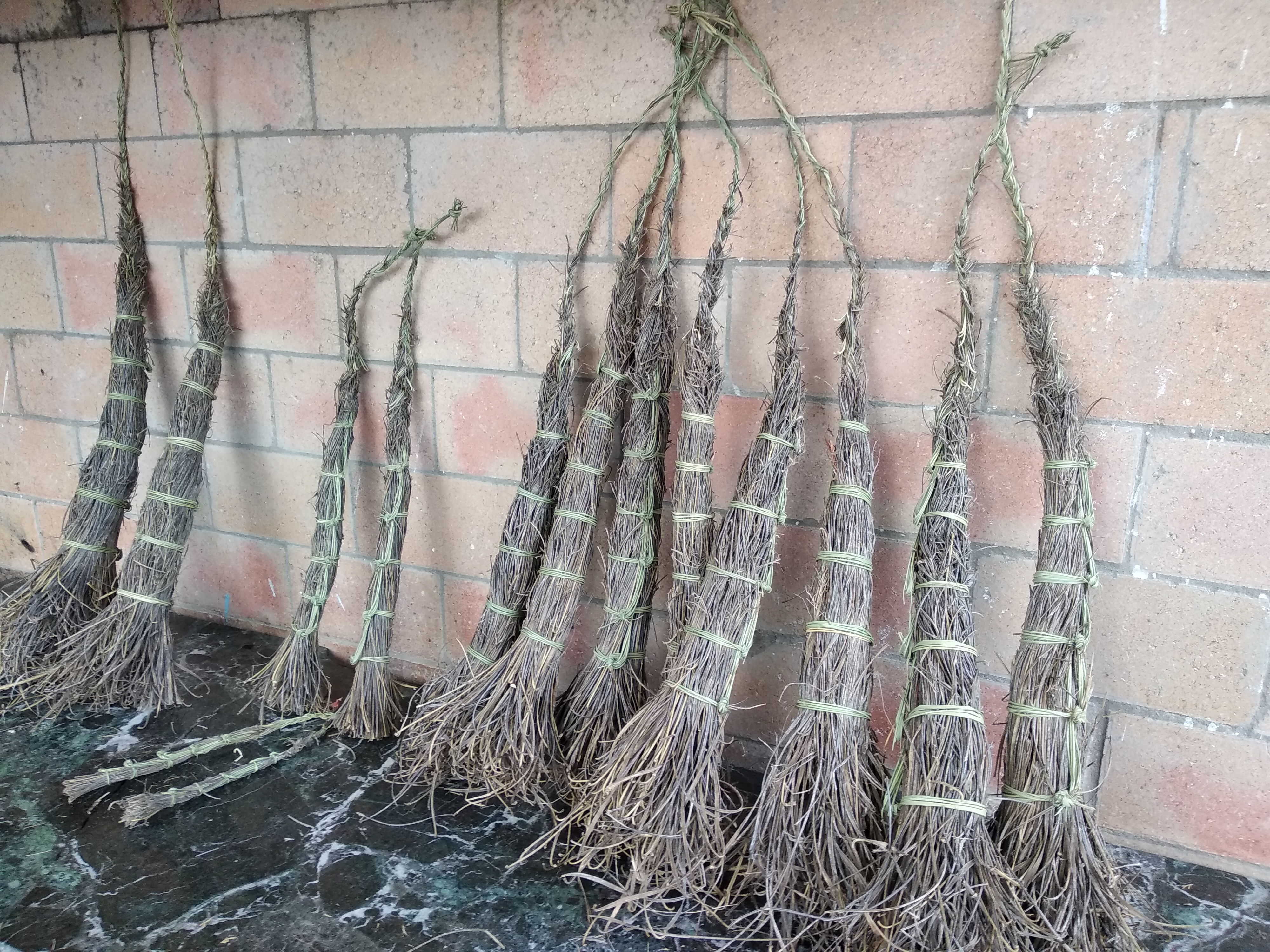
Trenzado de Fatxos

## Descripción del festejo
Tomando el fuego como eje vertebrador de la fiesta, los fatxos se realizan con esparto verde y seco recogido días antes de la celebración en la propia sierra de Onil.  Con el seco se realiza una especie de trenzado que se sujeta con el verde formando una rueda o molinete.
Alrededor de las 19 horas del día 24, en la plaza Mayor del municipio se promueve un concurso de fatxos, con diferentes modalidades y premios, al más grande, al más pequeño o a la persona de mayor y menor edad que rueden los fatxos de manera autónoma. Sin lugar a dudas esta tradición ancestral tan vistosa engrandece más si cabe la Navidad, siendo el motivo de celebración principal de vecinos y visitantes en estas fechas tan señaladas, en las que el fuego cobra un papel protagonista como símbolo que anuncia la Epifanía del Señor.

## Reconocimientos
La Nit dels Fatxos, desde el año 2021 en el que se inicia el expediente para su inscripción en la sección quinta del Inventario General del Patrimonio Cultural valenciano, está considerada por la Generalitat Valenciana como Fiesta de Interés Local, dentro del apartado de bien inmaterial y, dicha declaración viene reflejada en el Diari Oficial de la Generalitat Valenciana. Los valores que justifican esta declaración se describen con precisión y detalle para su preservación, identificación y puesta en valor por la sociedad.